# Архиепархия Шкодера — Пулати
Архиепархия Шкодера — Пулати (лат.  Archidioecesis Scodrensis-Pulatensis) — архиепархия Римско-Католической церкви с центром в городе Шкодер, Албания. В митрополию Шкодера — Пулати входят епархии Лежи, Сапы. Кафедральным собором архиепархии Шкодера — Пулати является церковь святого Стефана.

## История

### Епархия Шкодера
Епархия Шкодера была образована в IV веке, первым епископом епархии Шкодера был Бассо. Епархия Шкодера входила в митрополию Фессалоник. В раннее средневековье епархия Шкодера входила в митрополию Диоклеи, с XI века епархия Шкодера вошла в митрополию Антивари. К концу XV века епархия Шкодера пришла в упадок и находилась в состоянии in partibus infidelium, её название использовалась при назначении титулярных епископов. В 1524 по 1534 год кафедра епархии Шкодера была sede vacante. В последующие годы вплоть до 1622 года кафедра епархии Шкодера много раз оставалась вакантной. В 1530 году к епархии Шкодера была присоединена территория упраздненной епархии Шаса. 20 апреля 1641 года к епархии Шкодера была присоединена территория упразднённой епархии Дришта.

### Епархия Пулати
Епархия Пулати была образована в IX веке и входила в митрополию Диоклеи и позднее — в митрополию Фессалоник. С 1340 года по 1520 год известны две епархии, которые назывались епархия Большого Пулати (Polatum Maius) и епархия Малого Пулати (Polatum Minus). В конце XVI века епархия Пулати пришла в упадок. В 1654 году епархия Пулати вошла в архиепархию Бара. До 1574 года в епархию Пулати не назначались епископы.

### Архиепархия Шкодера — Пулати
14 марта 1867 года епархия Шкодера была в состоянии Aeque principaliter с архиепархией Бара. 23 октября 1886 года епархия Шкодера вышла из митрополии Бара и возведена в ранг архиепархии.
25 января 1930 года Римский папа Пий XI выпустил бреве Incumbentis Nobis, которым присоединил к митрополии Шкодера епархию Сапы.
25 января 2005 года к архиепархии Шкодера был присоединёна епархия Пулати и архиепархия Шкодера стала называться как архиепархия Шкодера — Пулати.

## Ординарии архиепархии
- архиепископ Петер III (Петер Богдани) (1656—1681);

...
- архиепископ Angelo Massafra (25.01.2000 — 8.01.2025, в отставке);
- архиепископ Giovanni Peragine, B. (8.01.2025 — по настоящее время).

## Источник
- Annuario Pontificio, Libreria Editrice Vaticana, Città del Vaticano, 2003, стр. 766, ISBN 88-209-7422-3
- Бреве Incumbentis Nobis Архивная копия от 27 марта 2010 на Wayback Machine, AAS 22 (1930), стр. 449]  (лат.)
- Konrad Eubel, Hierarchia Catholica Medii Aevi, vol. 1 Архивная копия от 9 июля 2019 на Wayback Machine, стр. 440; vol. 2 Архивная копия от 4 октября 2018 на Wayback Machine, стр. XXXVII, 232; vol. 3 Архивная копия от 21 марта 2019 на Wayback Machine, стр. 294; vol. 4 Архивная копия от 4 октября 2018 на Wayback Machine, стр. 307  (лат.)
- Konrad Eubel, Hierarchia Catholica Medii Aevi, vol. 1 Архивная копия от 9 июля 2019 на Wayback Machine, стр. 403—404; vol. 2 Архивная копия от 4 октября 2018 на Wayback Machine, стр. 217; vol. 3 Архивная копия от 21 марта 2019 на Wayback Machine, стр. 276; vol. 4 Архивная копия от 4 октября 2018 на Wayback Machine, стр. 289  (лат.)